# Perg (distrito)
| Distrito de Perg                                          |                                          |
| Estado                                                    | Alta Áustria                             |
| Capital                                                   | Perg                                     |
| Área                                                      | 611,86 km²                               |
| População                                                 | 65 620 habitantes (1 de janeiro de 2010) |
| Densidade                                                 | 107 hab./km²                             |
| Website                                                   | Site oficial                             |
| Localização de Distrito de Perg no estado de Alta Áustria |                                          |
|                                                           |                                          |

Perg é um distrito da Áustria localizado no estado da Caríntia.

## Cidades e municípios
Perg possui 26 municípios, sendo dois deles com estatuto de cidade (Stadtgemeinde) e 17 com estatuto de mercado (Marktgemeinde):
| Cidades: - Grein - Perg Mercados: - Bad Kreuzen - Baumgartenberg - Dimbach - Klam - Mauthausen - Mitterkirchen im Machland - Münzbach - Naarn im Machlande - Pabneukirchen - Ried in der Riedmark - Saxen - Schwertberg - Sankt Georgen am Walde - Sankt Georgen an der Gusen - Sankt Nikola an der Donau - Sankt Thomas am Blasenstein - Waldhausen im Strudengau | Municípios: - Allerheiligen im Mühlkreis - Arbing - Katsdorf - Langenstein - Luftenberg an der Donau - Rechberg - Windhaag bei Perg |

|  |